# Stéphanie Borchers
Stéphanie Borchers (3 mei 1989) is een Duits wielrenster die anno 2015 rijdt voor Feminine Cycling Team.

## Carrière
Borchers nam in 2014 namens een nationale selectie van Duitsland deel aan de wereldbekerwedstrijd Sparkassen Giro. Hierin finishte ze op plek 87, op bijna een minuut van winnares Marianne Vos.
In 2015 werd Borchers prof bij de Duitse ploeg Feminine Cycling Team. Haar debuut maakte ze op 4 maart in Le Samyn, ze eindigde op plek 105.
Borchers · Dietrich · Ehrler · Hahn · van Hoek · Lacher · Öschger · van der Zijden